# Nectophrynoides asperginis
Nectophrynoides asperginis is een kikker uit de familie padden (Bufonidae). De soort werd voor het eerst wetenschappelijk beschreven door John Charles Poynton, Kim M. Howell, Barry Thomas Clarke en Jon C. Lovett in 1999.
Nectophrynoides asperginis is een zeer kleine soort, de lichaamslengte bedraagt ongeveer 10 tot 18 millimeter.
De kikker komt endemisch voor in Tanzania maar wordt beschouwd als uitgestorven in het wild. De soort is alleen nog aanwezig in de Toledo Zoo, in Ohio en de Bronx Zoo, in New York (beide in de Verenigde Staten).